# اریف ماردین
اریف ماردین (انگلیسی: Arif Mardin؛ ۱۵ مارس ۱۹۳۲ – ۲۵ ژوئن ۲۰۰۶) یک تهیه‌کننده موسیقی اهل ترکیه بود. 